# Saison 2014 de l'équipe cycliste IAM

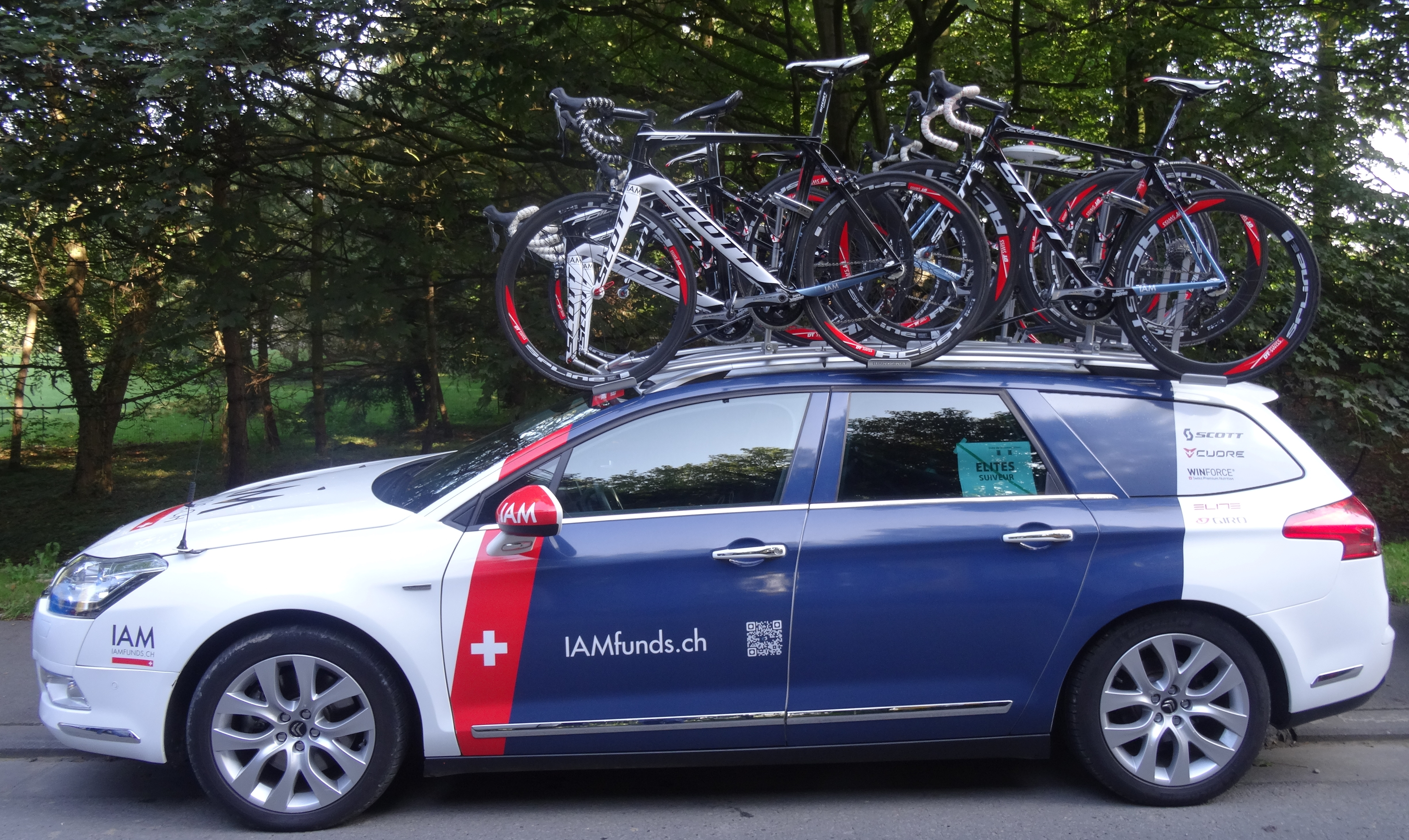
Une des voitures de l'équipe lors du départ de la 2e étape de l'Eurométropole Tour 2014 à Estaimbourg.

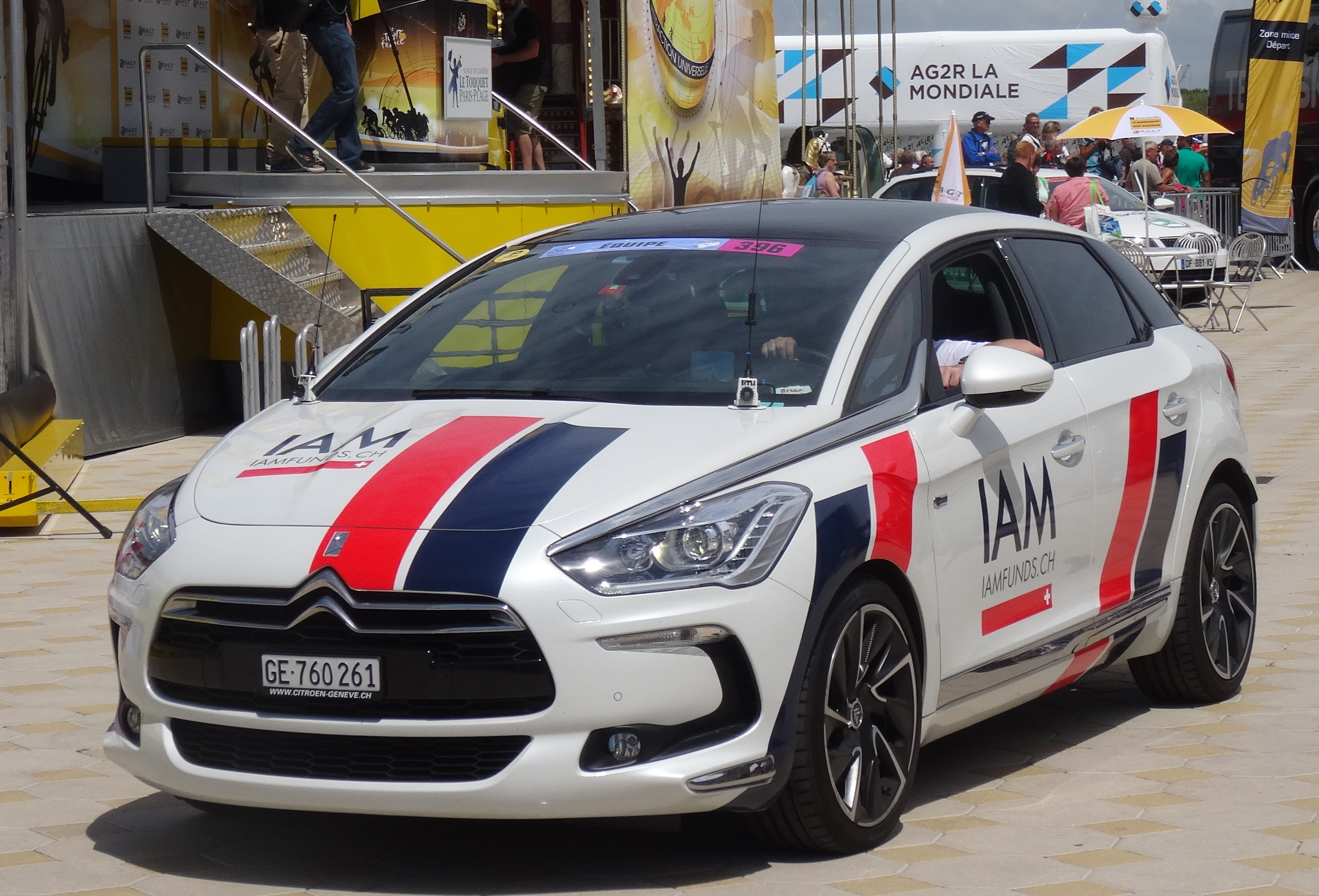
Une des voitures peu après le départ de la 3e étape du Tour de France 2014 au Touquet-Paris-Plage.

La saison 2014 de l'équipe cycliste IAM est la deuxième de l'équipe dirigée par Serge Beucherie.

## Préparation de la saison 2014

### Arrivées et départs
| Arrivées         | Équipe 2013             |
| ---------------- | ----------------------- |
| Sylvain Chavanel | Omega Pharma-Quick Step |
| Mathias Frank    | BMC Racing              |
| Roger Kluge      | NetApp-Endura           |
| Jérôme Pineau    | Omega Pharma-Quick Step |
| Vicente Reynés   | Lotto-Belisol           |

| Départs            | Équipe 2014                  |
| ------------------ | ---------------------------- |
| Marco Bandiera     | Androni Giocattoli-Venezuela |
| Rémi Cusin         | Retraite                     |
| Alexandr Pliuschin | Skydive Dubai                |

## Coureurs et encadrement technique

### Effectif

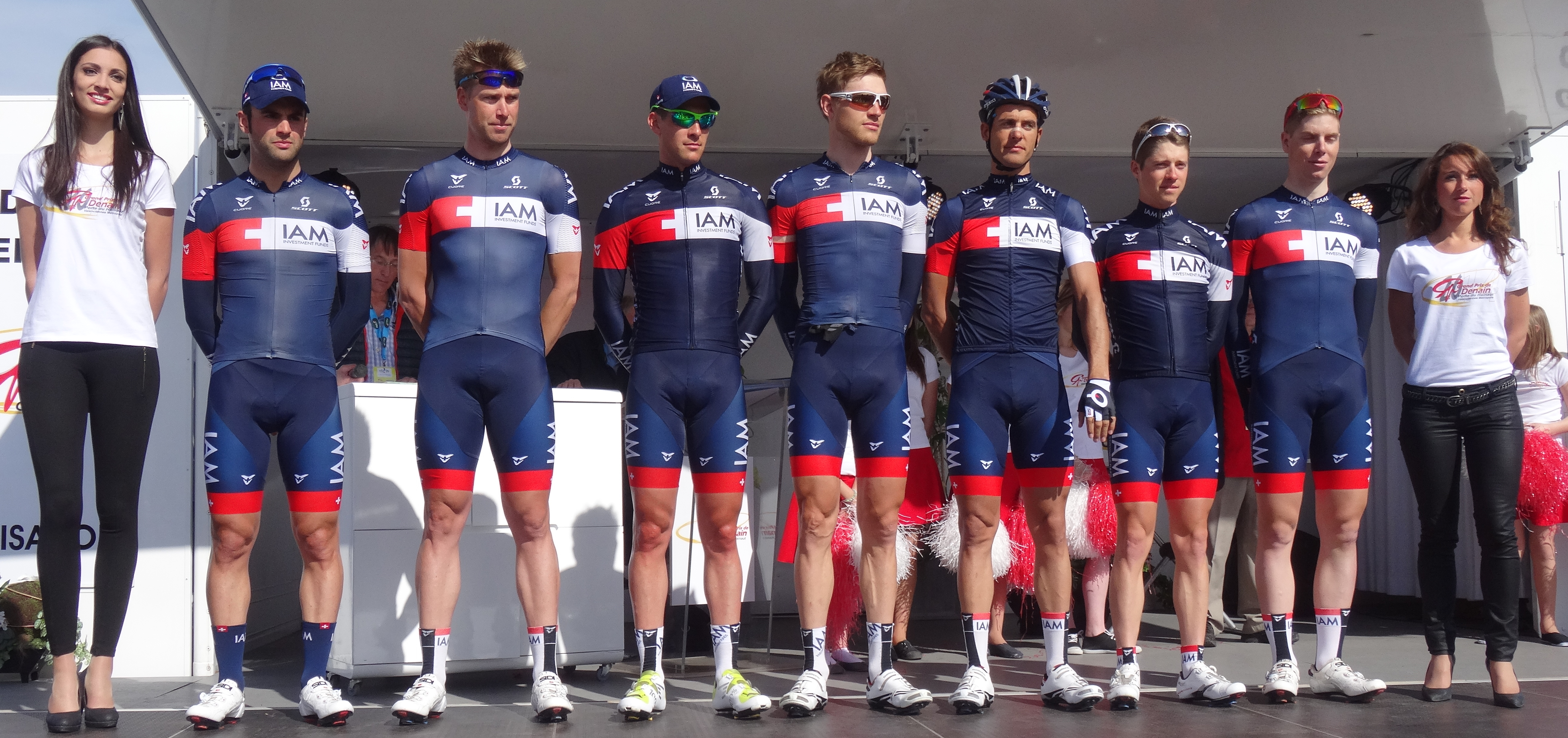
Matteo Pelucchi, Roger Kluge, Pirmin Lang, Matthias Brändle, Kevyn Ista, Patrick Schelling et Marcel Aregger lors du Grand Prix de Denain 2014.

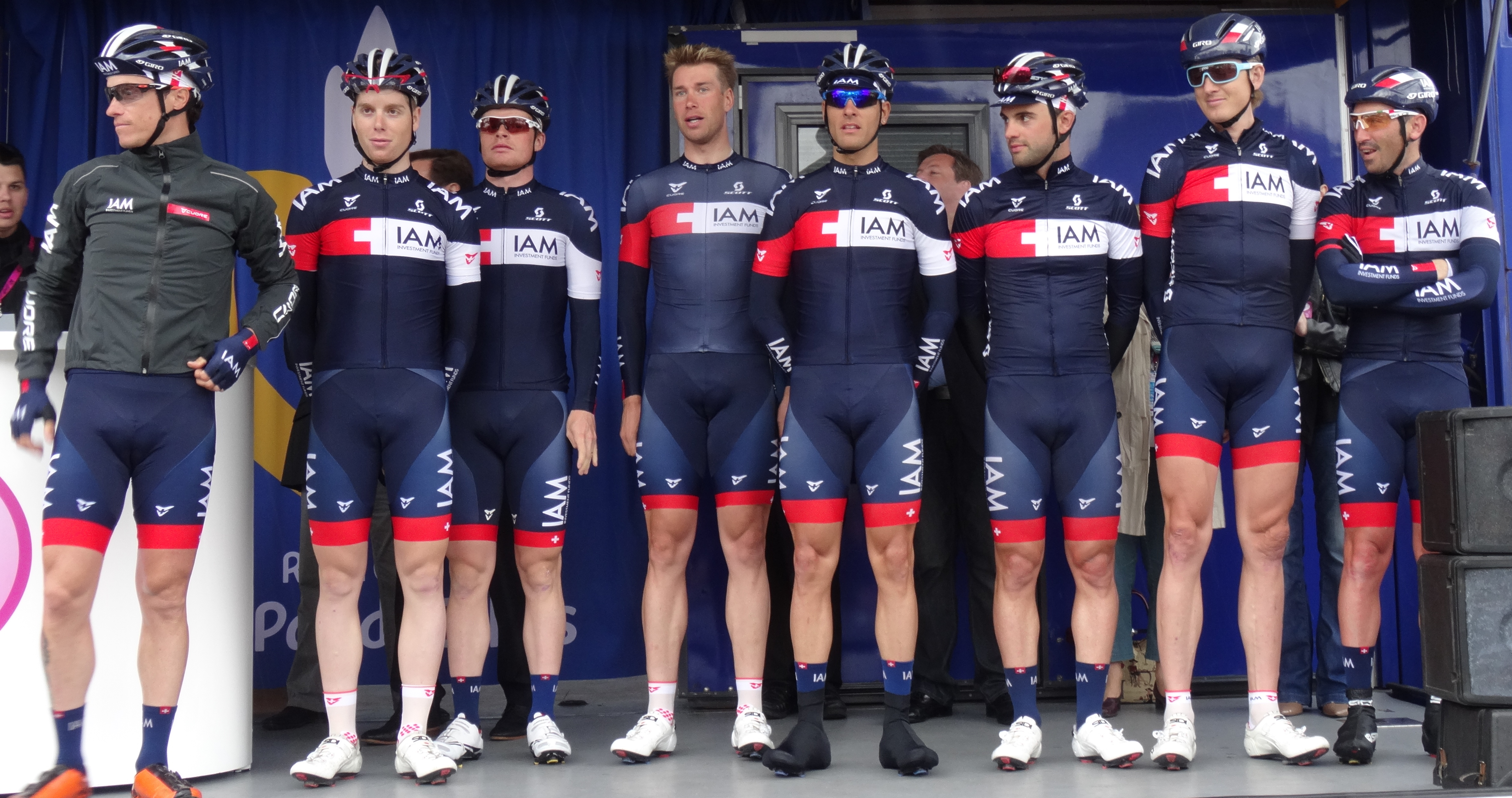
Sylvain Chavanel, Marcel Aregger, Dominic Klemme, Roger Kluge, Kevyn Ista, Gustav Larsson, Matteo Pelucchi et Jérôme Pineau lors des Quatre Jours de Dunkerque 2014.

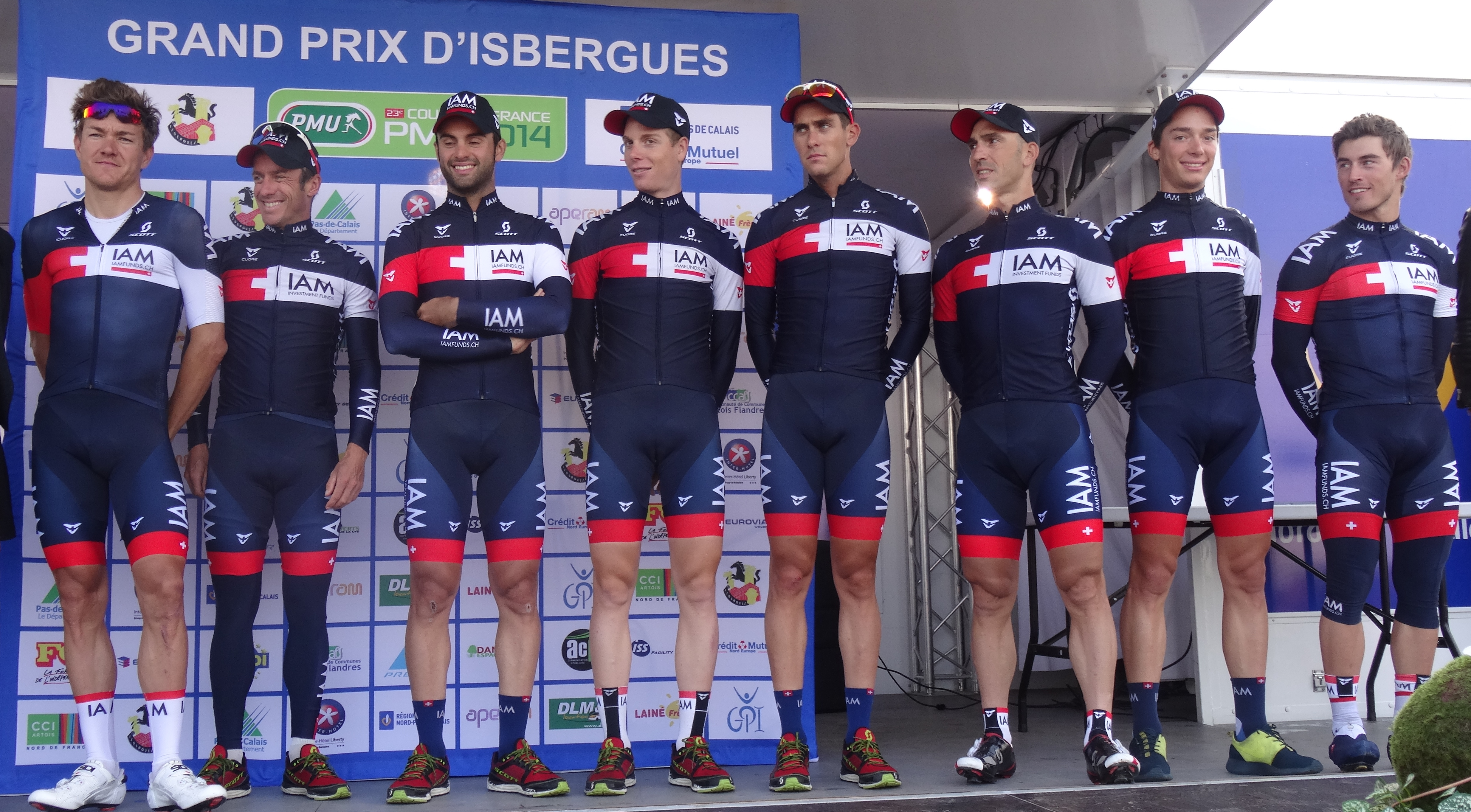
L'équipe lors du Grand Prix d'Isbergues 2014.

Vingt-huit coureurs, dont deux stagiaires, constituent l'effectif 2014 de IAM.
| Cycliste              | Date de naissance | Nationalité | Équipe 2013             |
| --------------------- | ----------------- | ----------- | ----------------------- |
| Marcel Aregger        | 26 août 1990      | Suisse      | IAM                     |
| Matthias Brändle      | 7 décembre 1989   | Autriche    | IAM                     |
| Sylvain Chavanel      | 30 juin 1979      | France      | Omega Pharma-Quick Step |
| Stefan Denifl         | 20 septembre 1987 | Autriche    | IAM                     |
| Martin Elmiger        | 23 septembre 1978 | Suisse      | IAM                     |
| Sondre Holst Enger    | 17 décembre 1993  | Norvège     | Plussbank               |
| Mathias Frank         | 9 décembre 1986   | Suisse      | BMC Racing              |
| Jonathan Fumeaux      | 7 mars 1988       | Suisse      | IAM                     |
| Kristof Goddaert,     | 21 novembre 1986  | Belgique    | IAM                     |
| Heinrich Haussler     | 25 février 1984   | Australie   | IAM                     |
| Sébastien Hinault     | 11 février 1974   | France      | IAM                     |
| Reto Hollenstein      | 22 août 1985      | Suisse      | IAM                     |
| Kevyn Ista            | 22 novembre 1984  | Belgique    | IAM                     |
| Dominic Klemme        | 31 octobre 1986   | Allemagne   | IAM                     |
| Roger Kluge           | 5 février 1986    | Allemagne   | NetApp-Endura           |
| Pirmin Lang           | 25 novembre 1984  | Suisse      | IAM                     |
| Gustav Larsson        | 20 septembre 1980 | Suède       | IAM                     |
| Thomas Lövkvist       | 4 avril 1984      | Suède       | IAM                     |
| Matteo Pelucchi       | 21 janvier 1989   | Italie      | IAM                     |
| Jérôme Pineau         | 2 janvier 1980    | France      | Omega Pharma-Quick Step |
| Sébastien Reichenbach | 28 mai 1989       | Suisse      | IAM                     |
| Vicente Reynés        | 30 juillet 1981   | Espagne     | Lotto-Belisol           |
| Aleksejs Saramotins   | 8 avril 1982      | Lettonie    | IAM                     |
| Patrick Schelling     | 1er mai 1990      | Suisse      | IAM                     |
| Johann Tschopp        | 1er juillet 1982  | Suisse      | IAM                     |
| Marcel Wyss           | 25 juin 1986      | Suisse      | IAM                     |
| Stagiaire             | Date de naissance | Nationalité | Équipe 2014             |
| Claudio Imhof         | 26 septembre 1990 | Suisse      | VC Mendrisio-PL Valli   |
| Simon Pellaud         | 6 novembre 1992   | Suisse      | Roth-Felt               |

Portraits
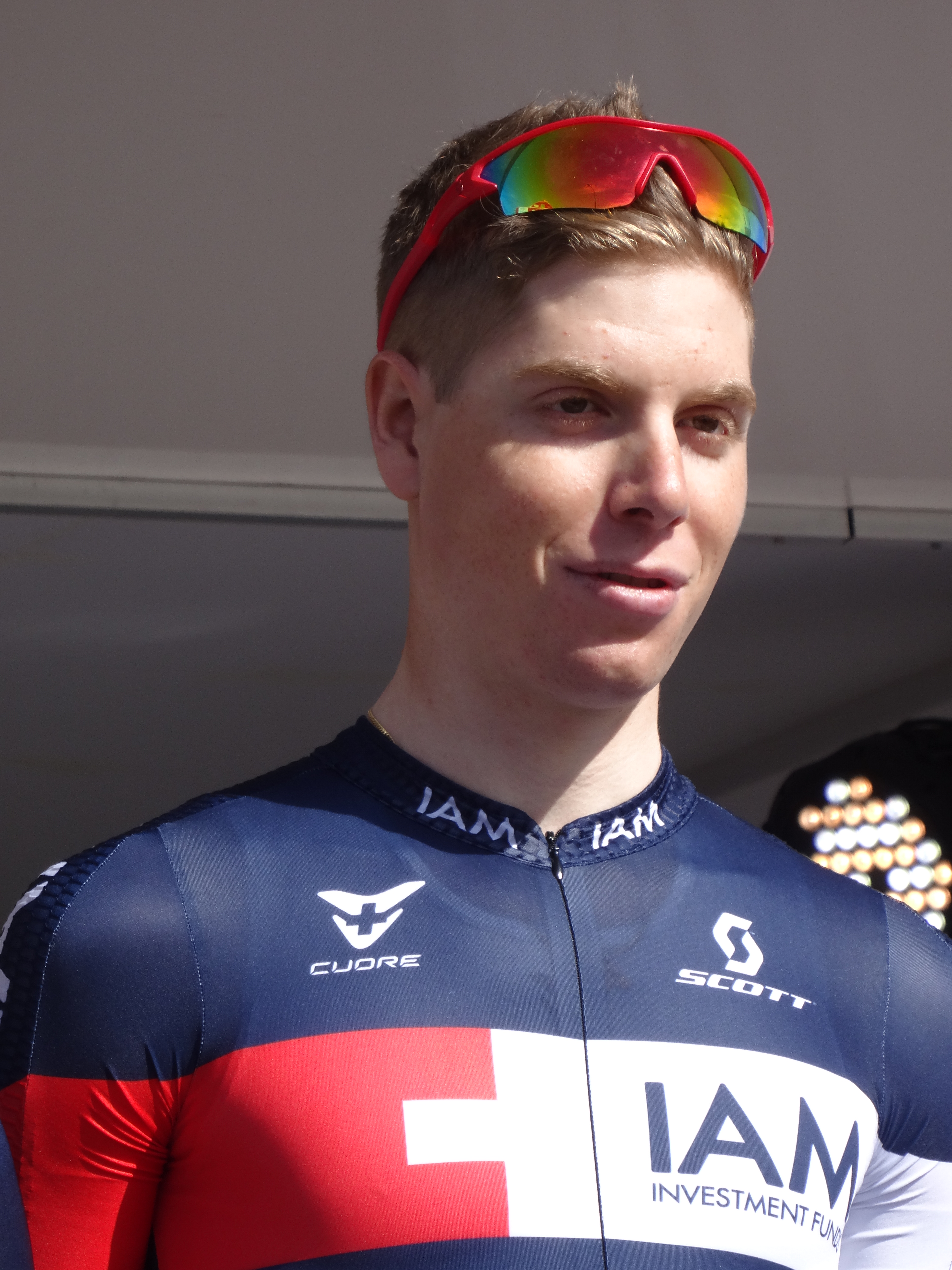
Marcel Aregger.
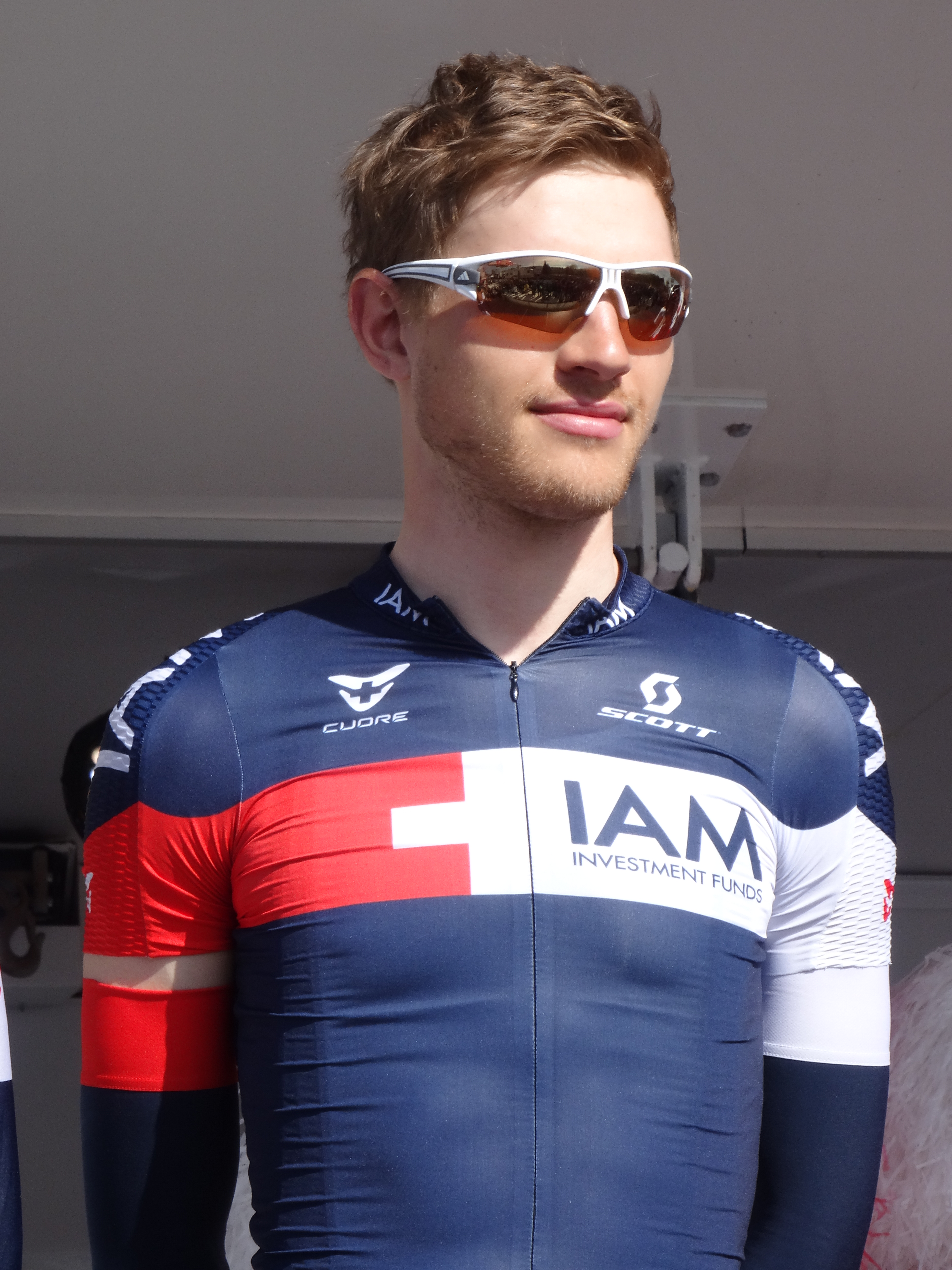
Matthias Brändle.
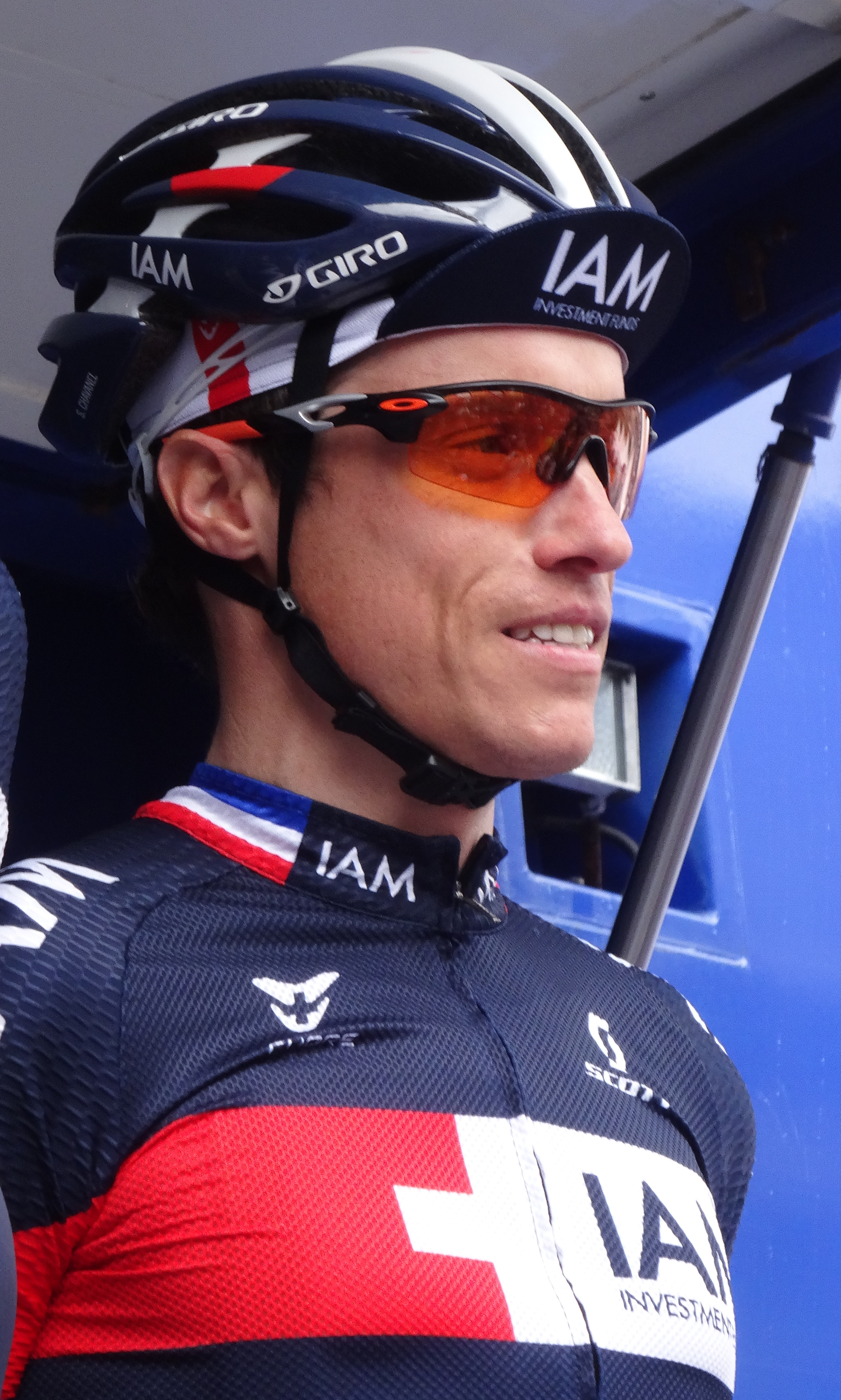
Sylvain Chavanel.
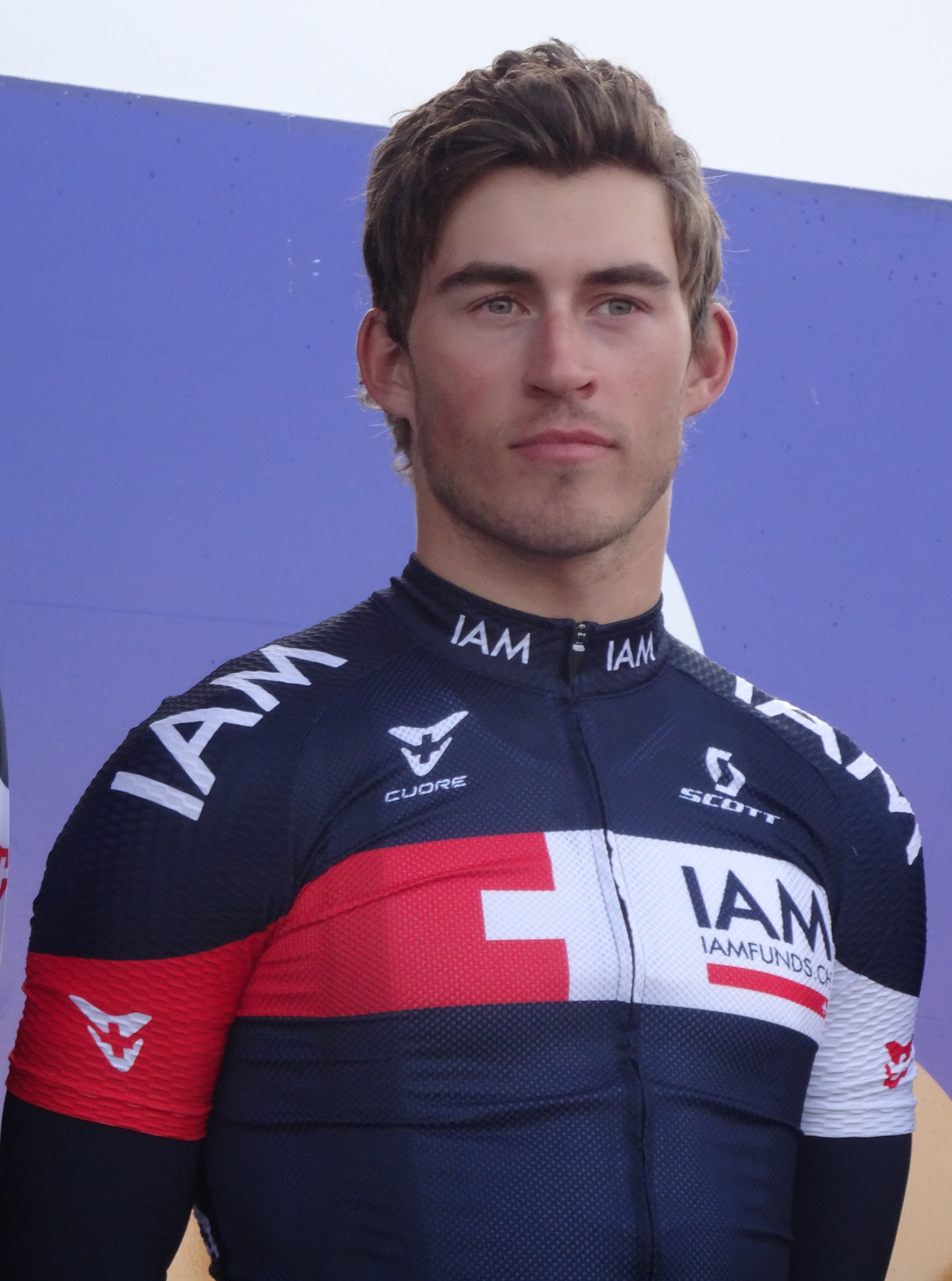
Sondre Holst Enger.
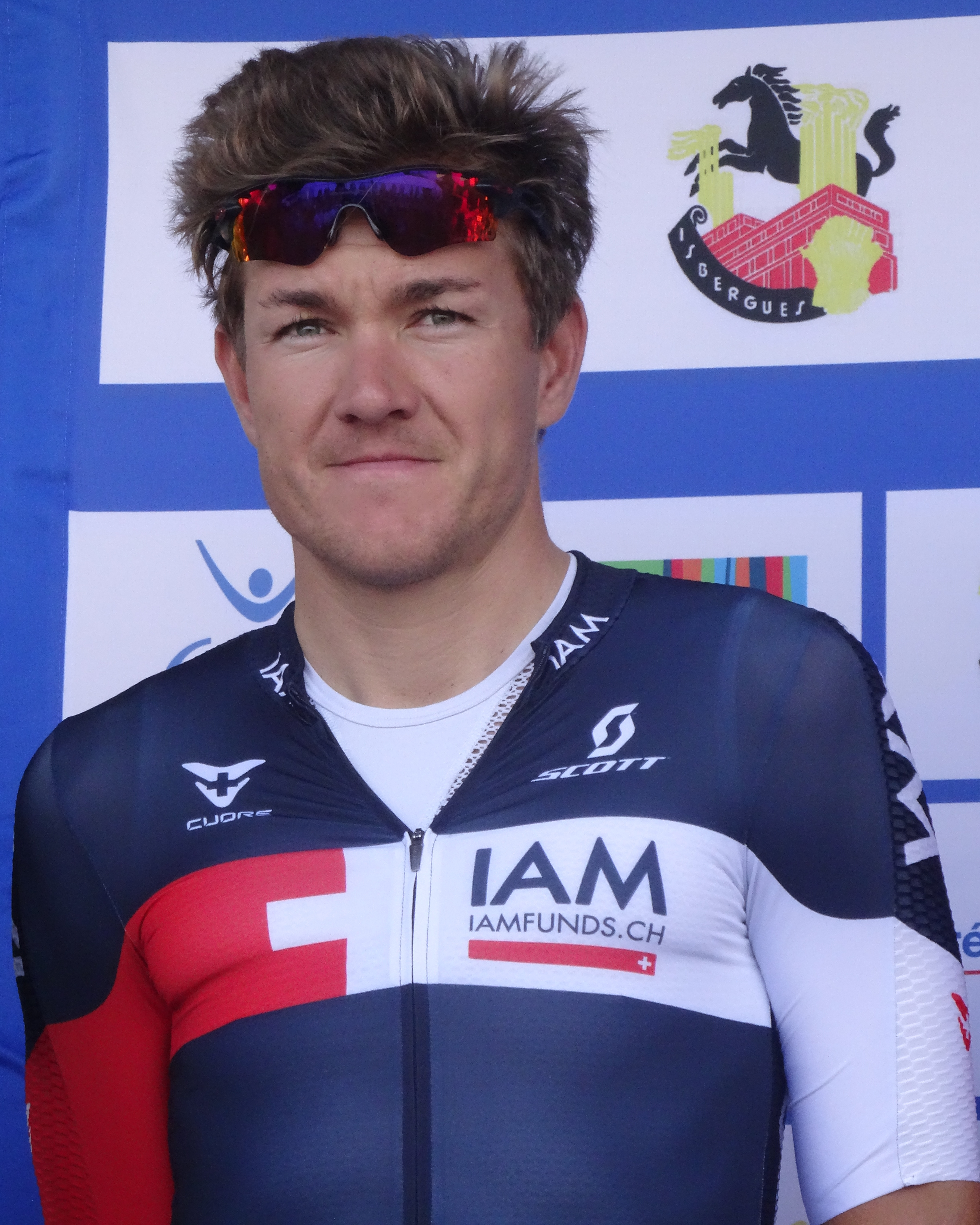
Heinrich Haussler.
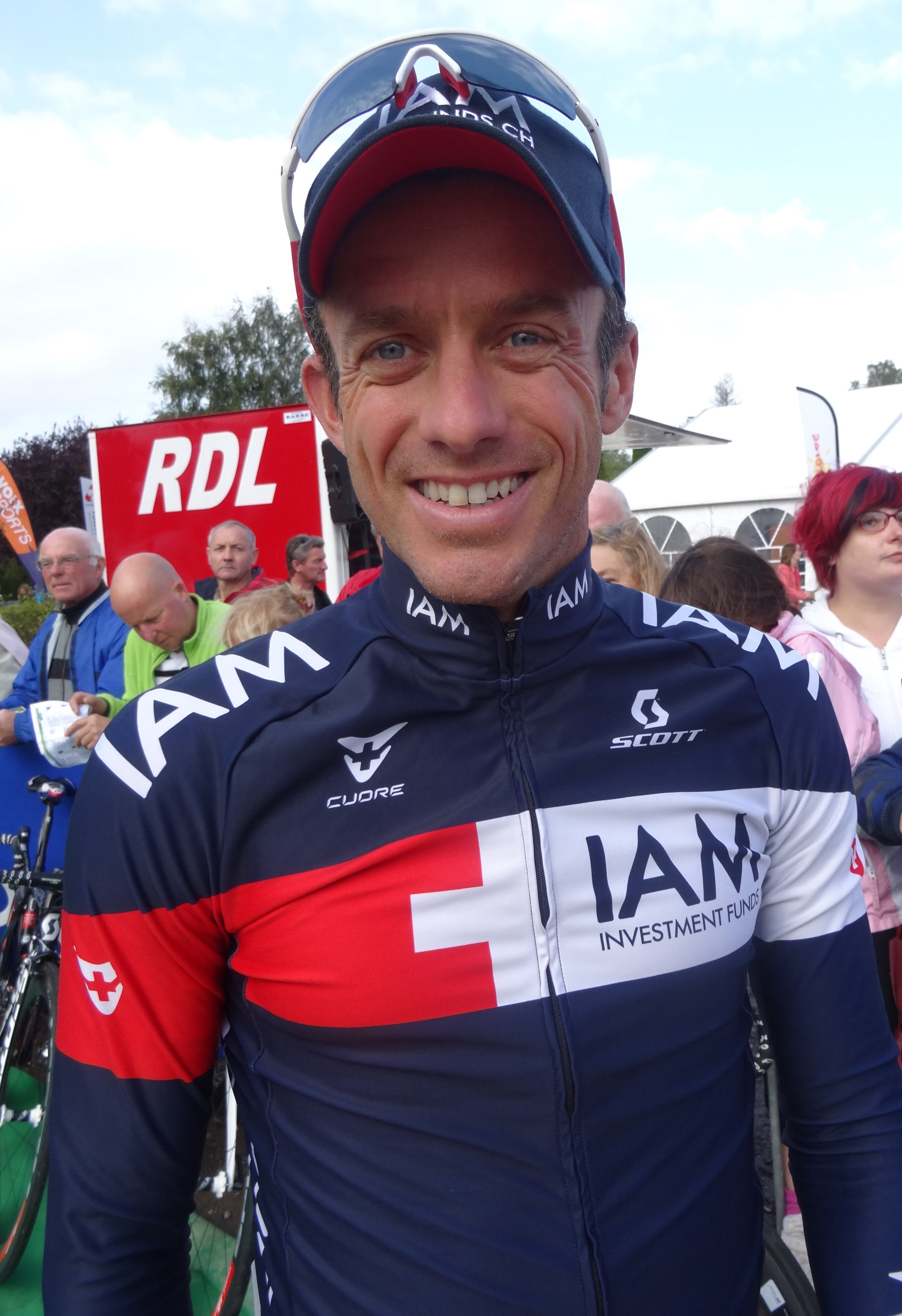
Sébastien Hinault.
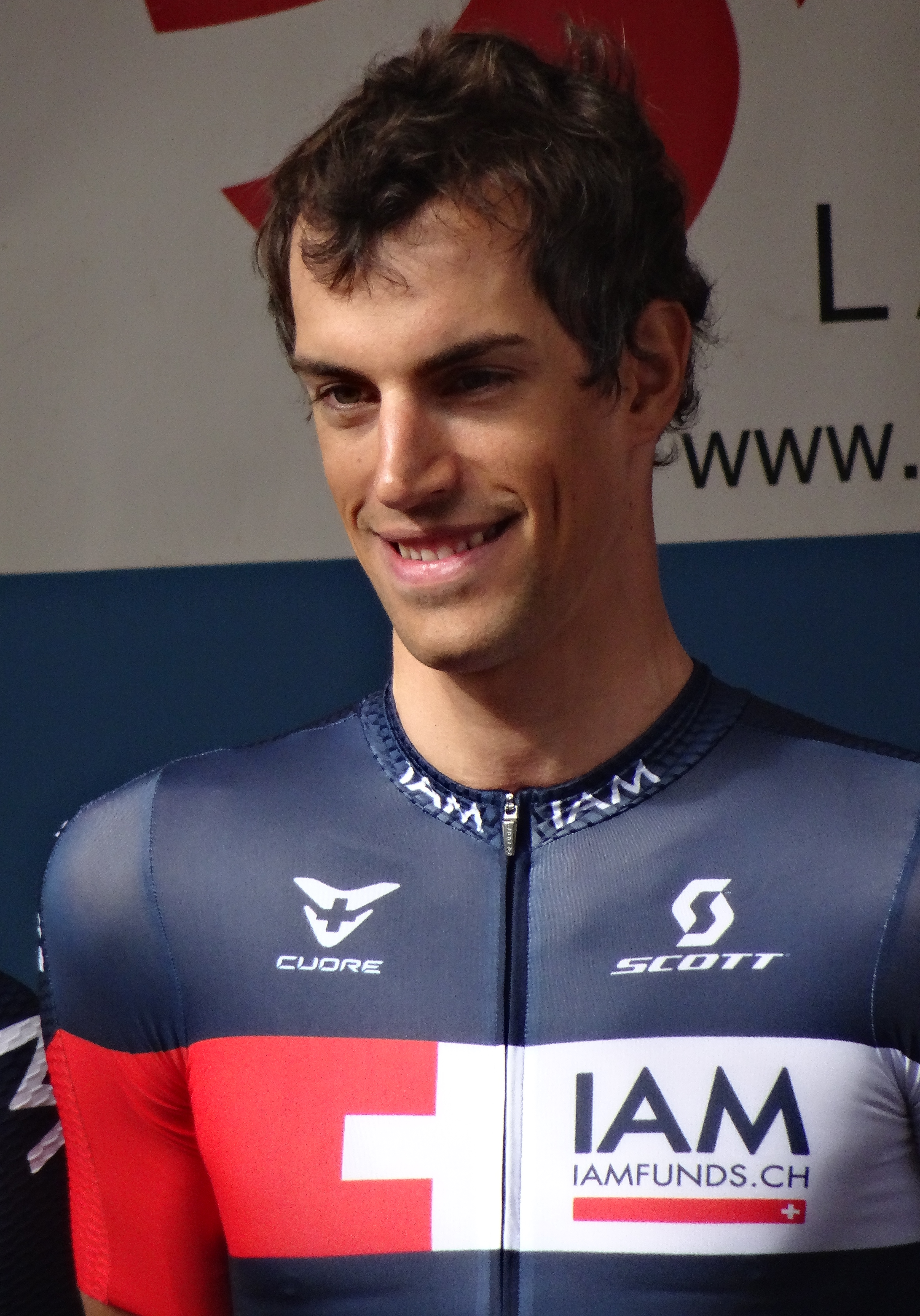
Reto Hollenstein.
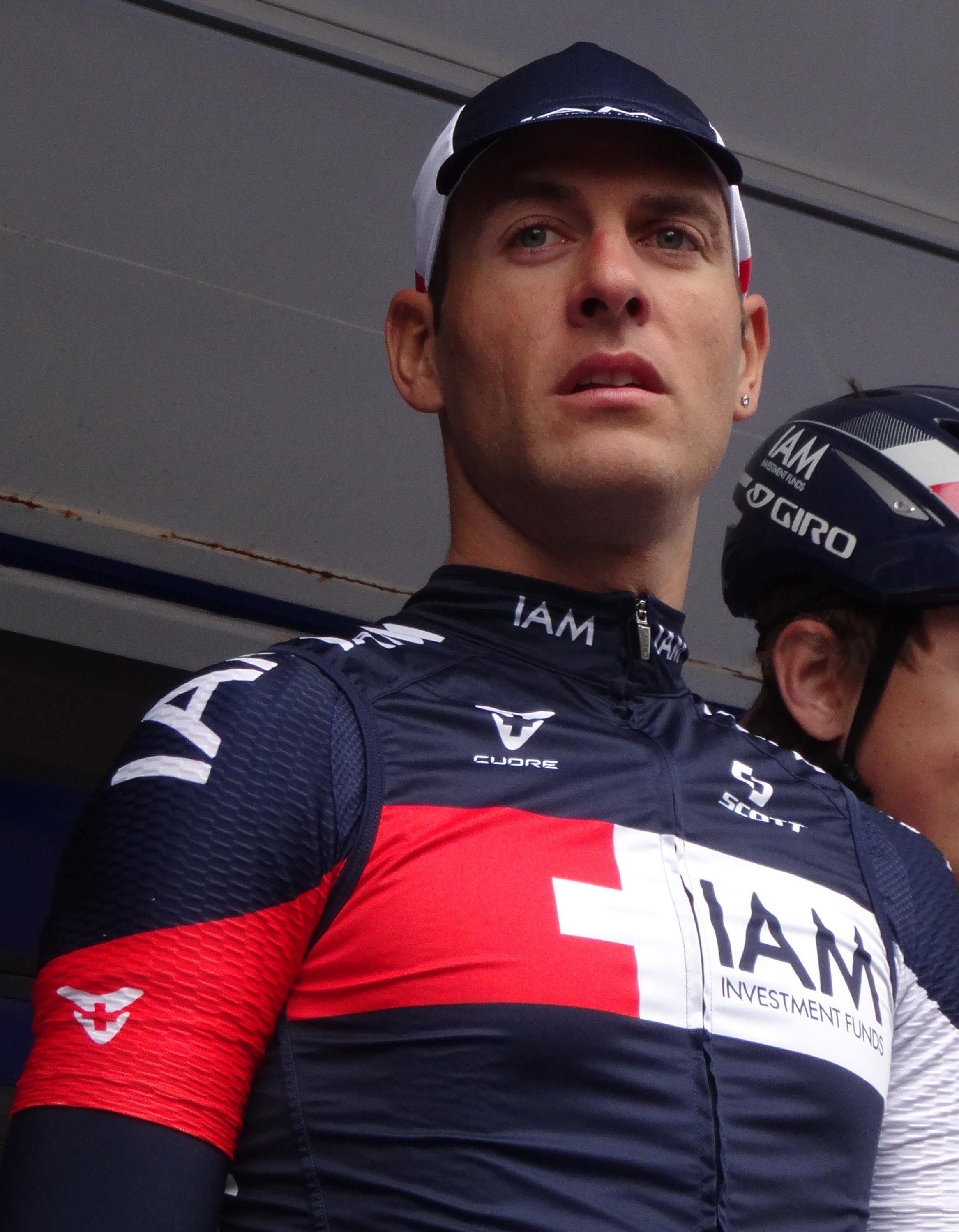
Kevyn Ista.
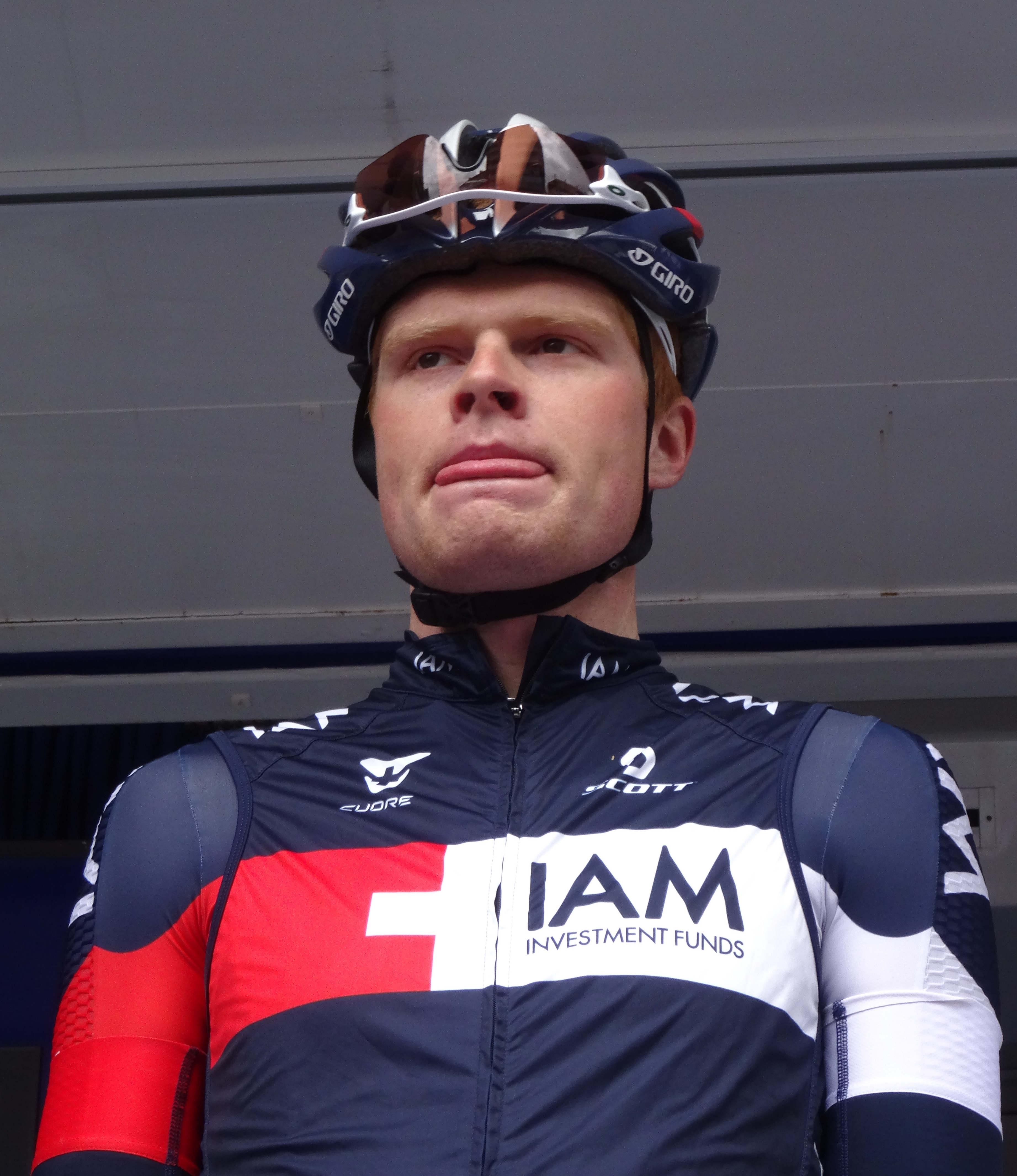
Dominic Klemme.
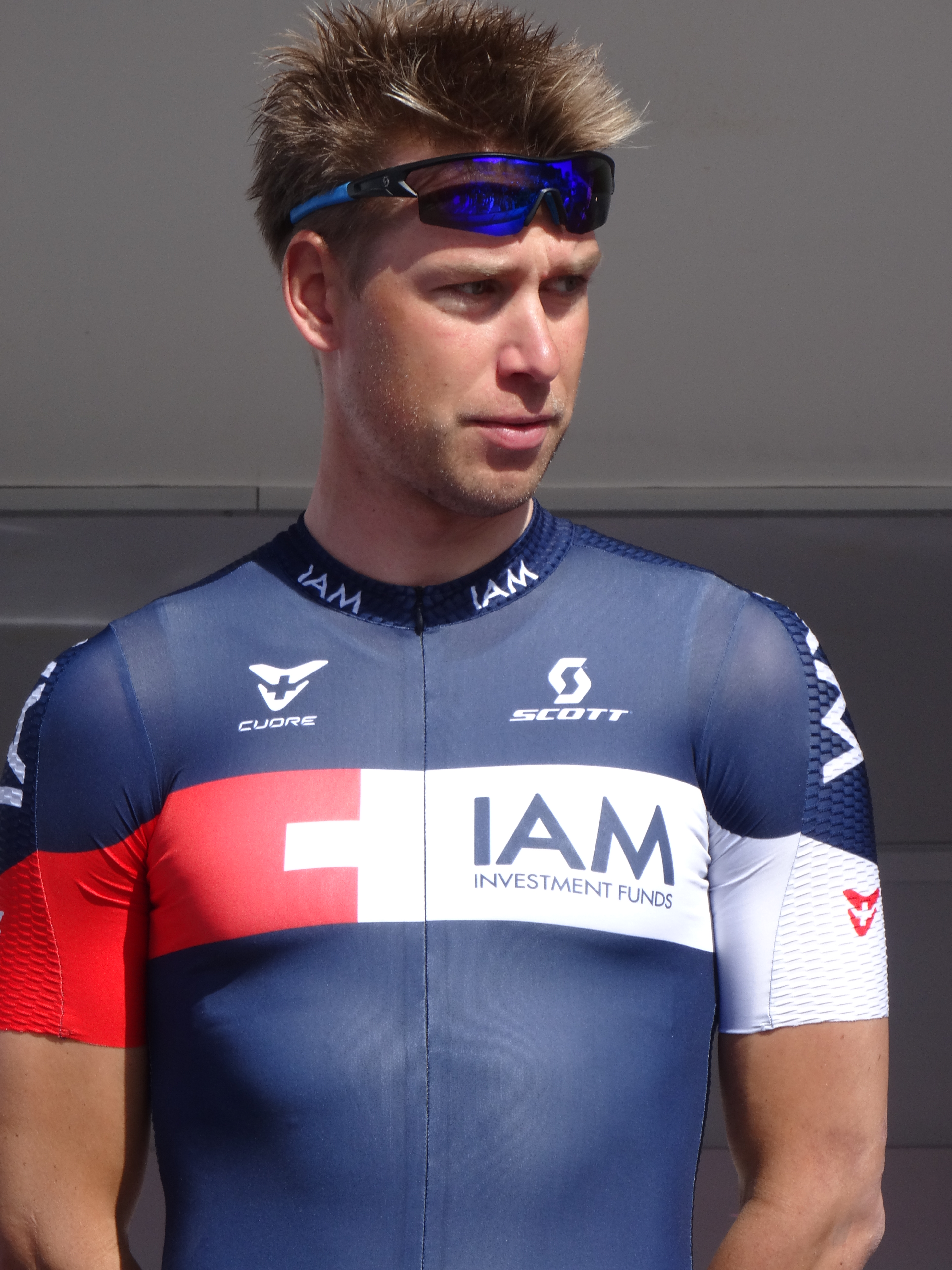
Roger Kluge.
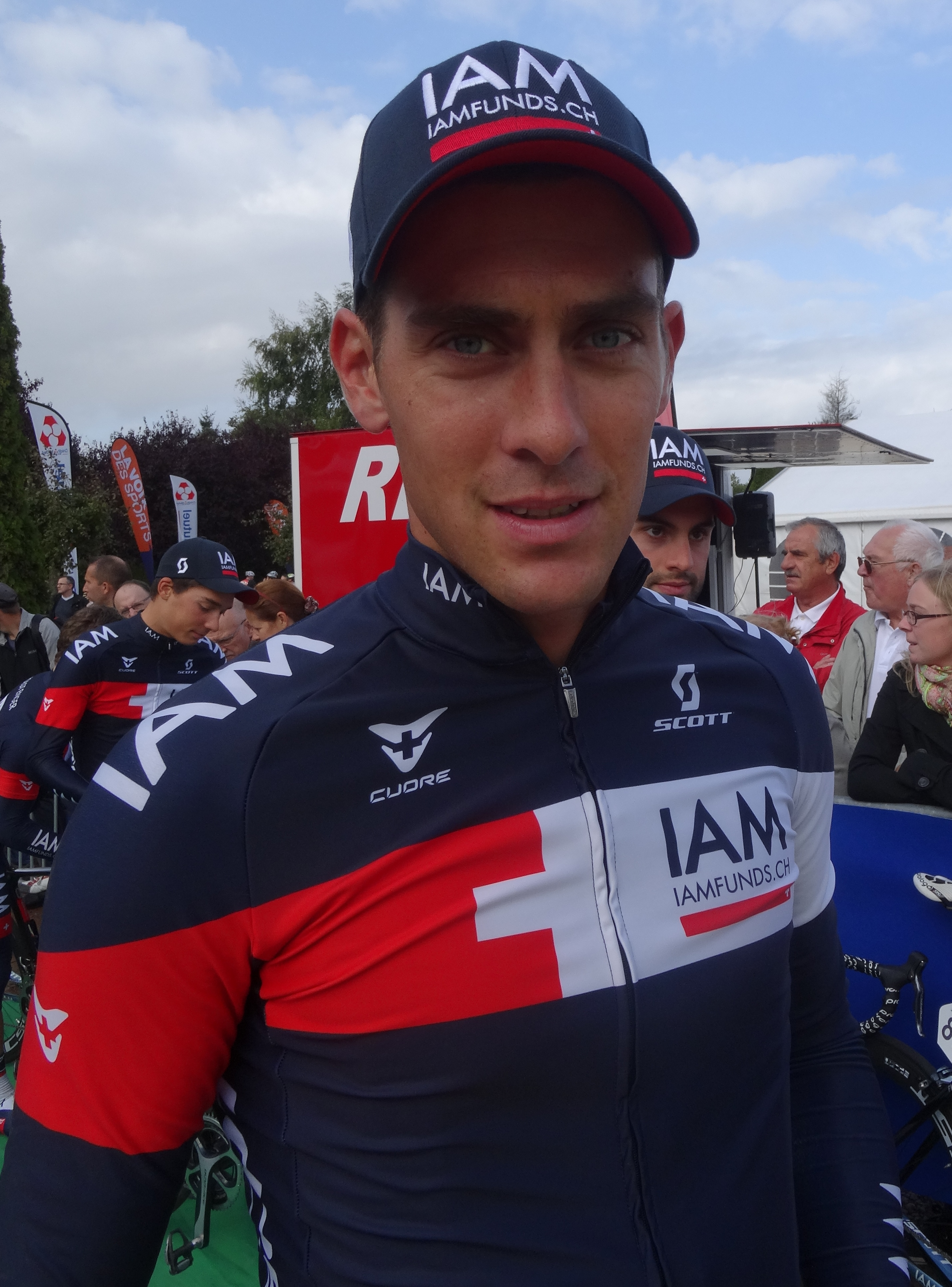
Pirmin Lang.
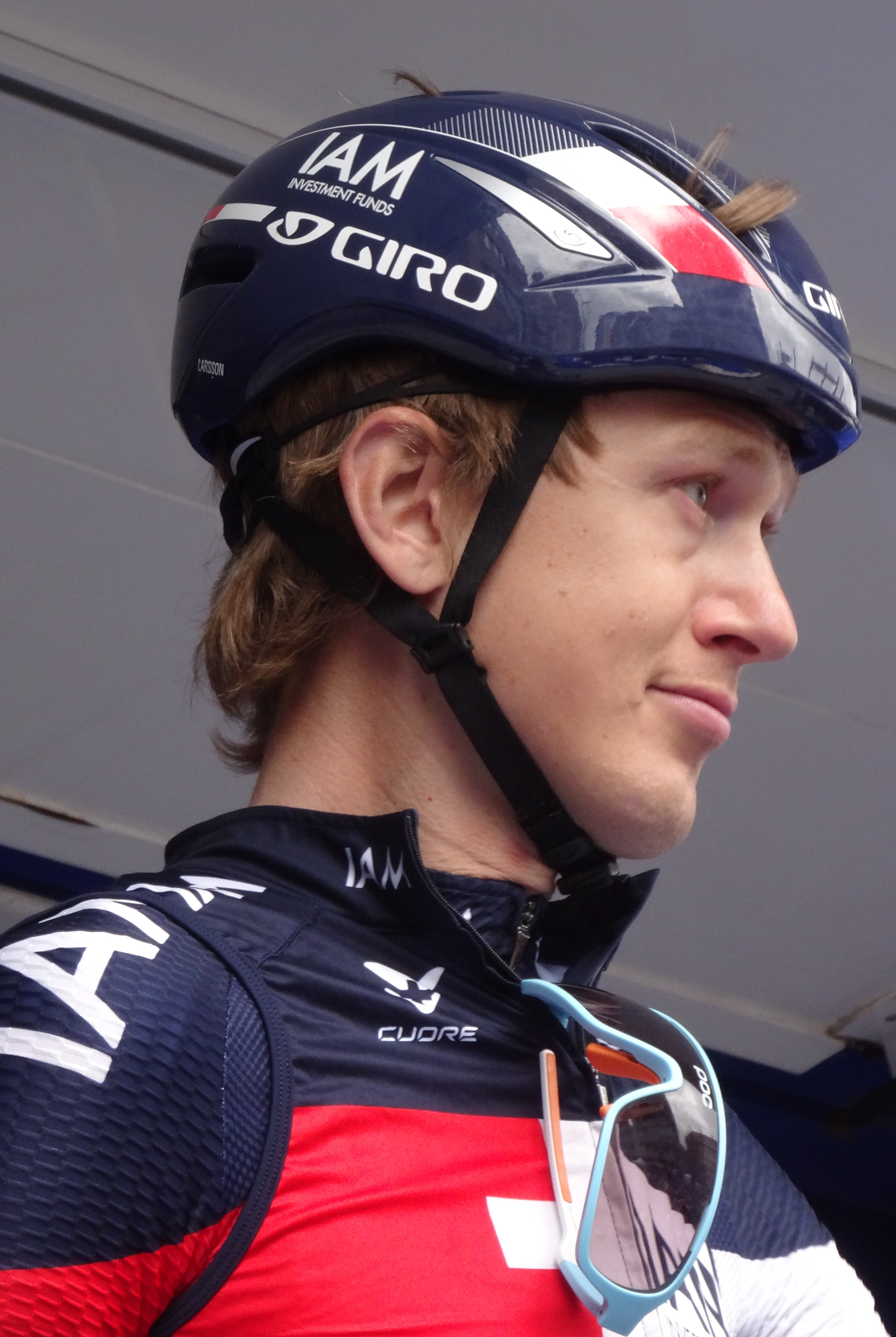
Gustav Larsson.
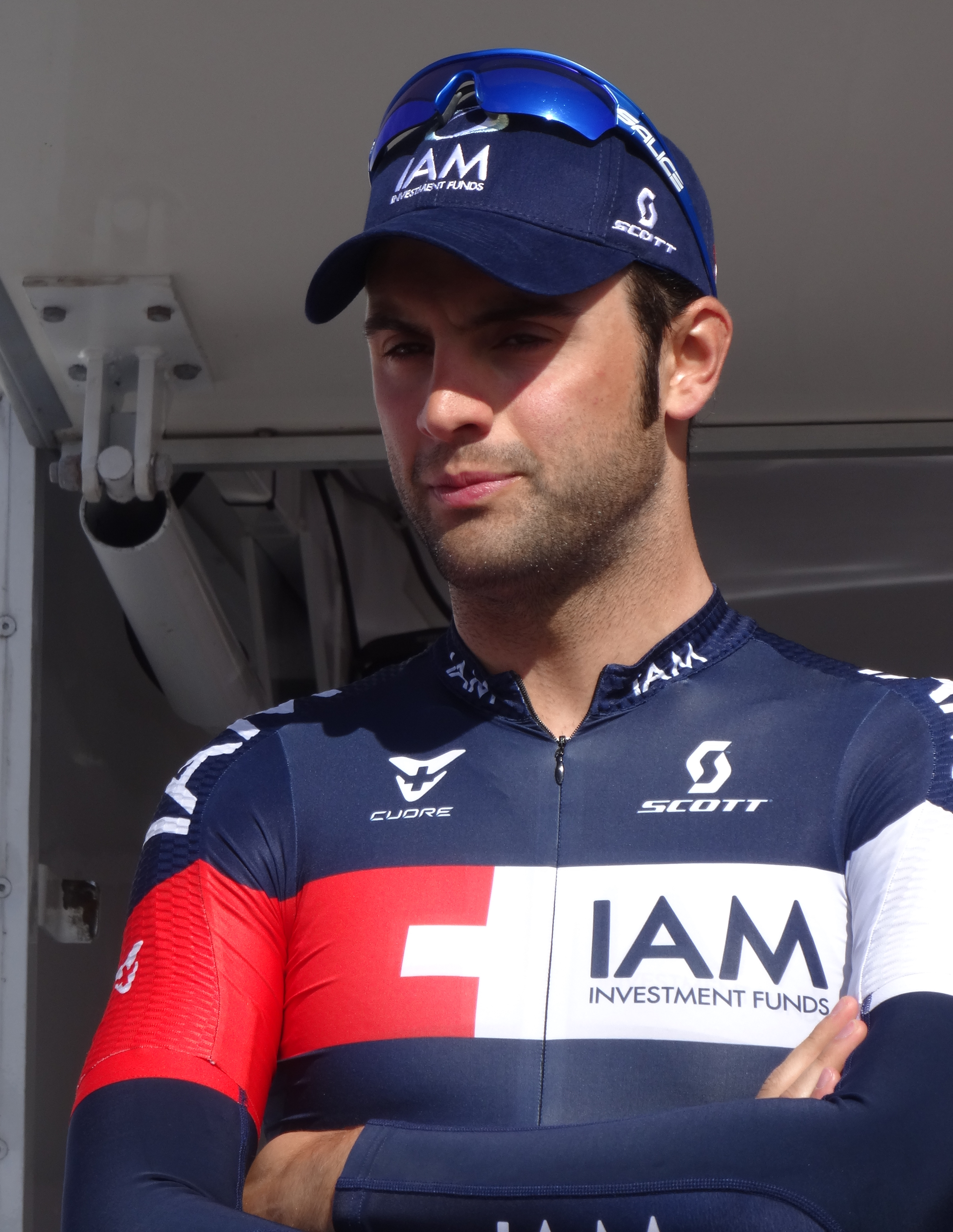
Matteo Pelucchi.
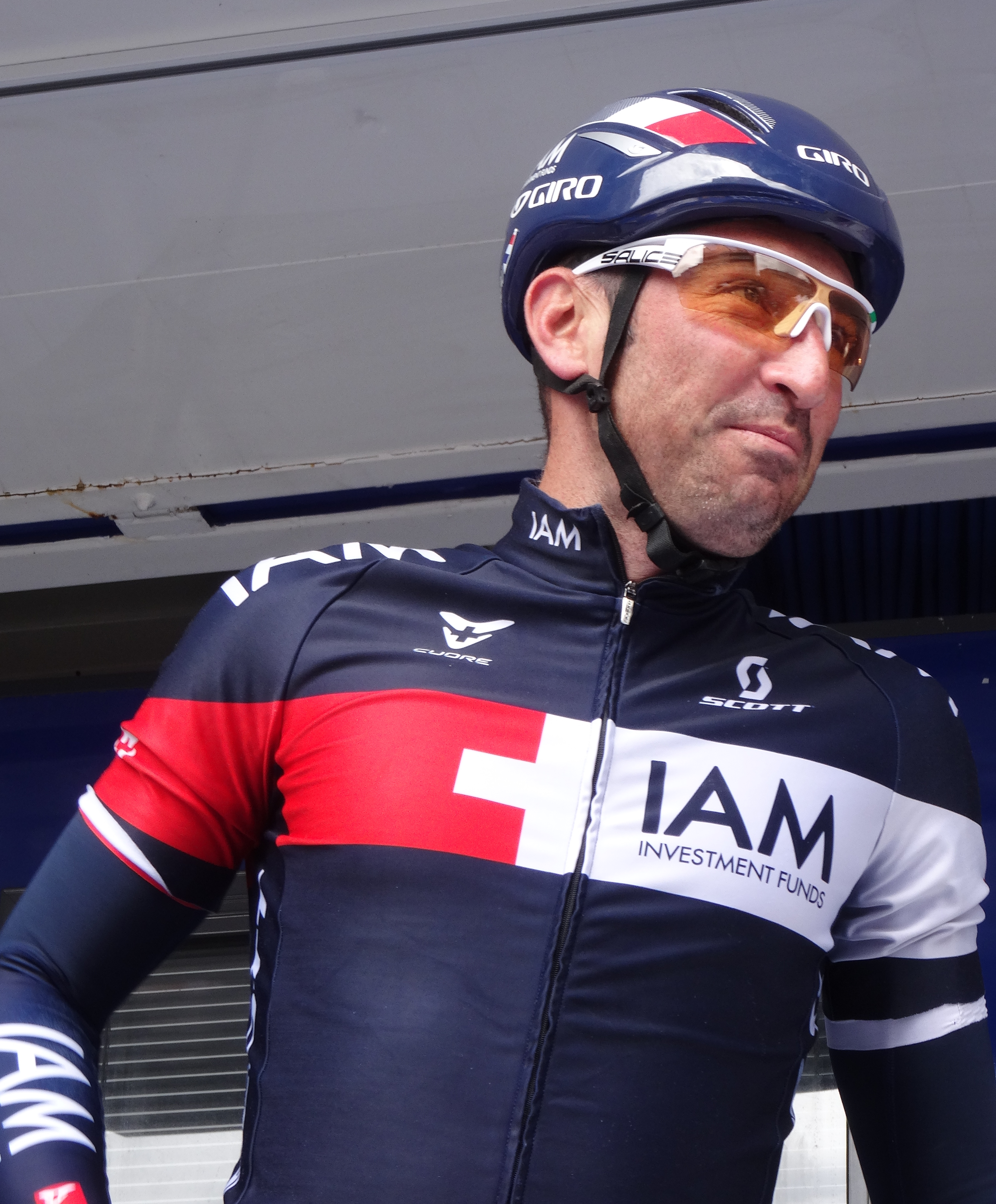
Jérôme Pineau.
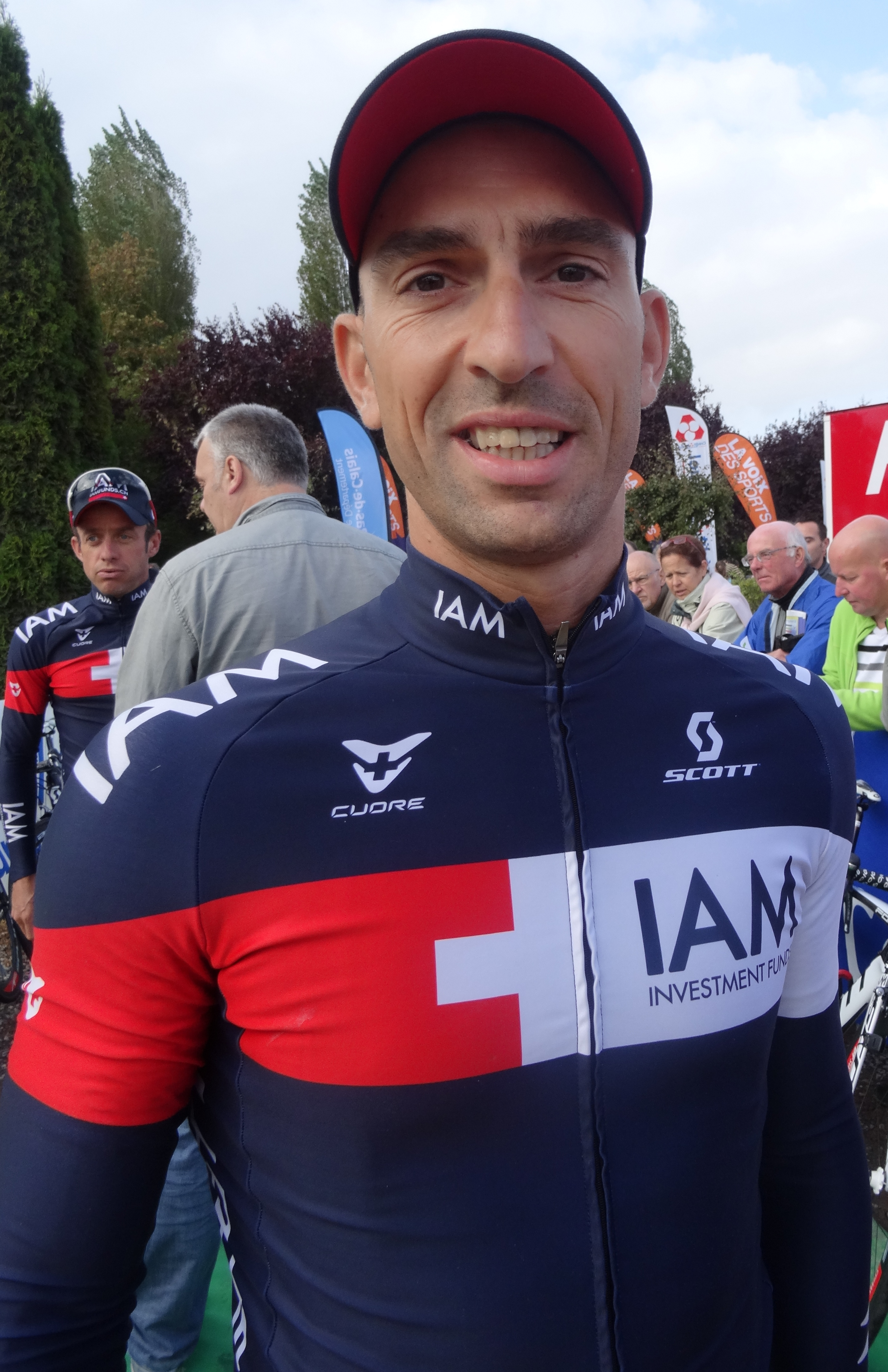
Vicente Reynés.
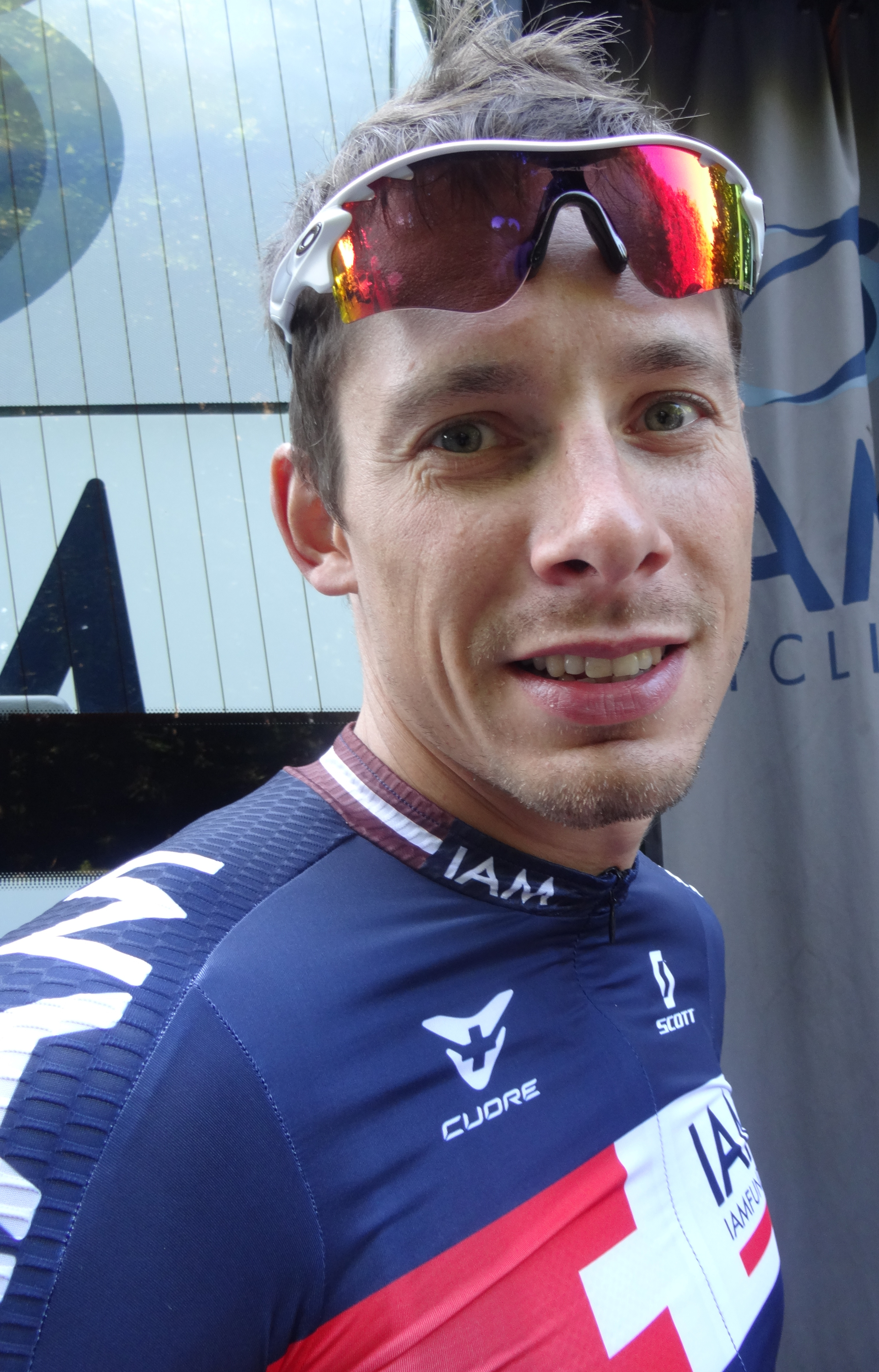
Aleksejs Saramotins.
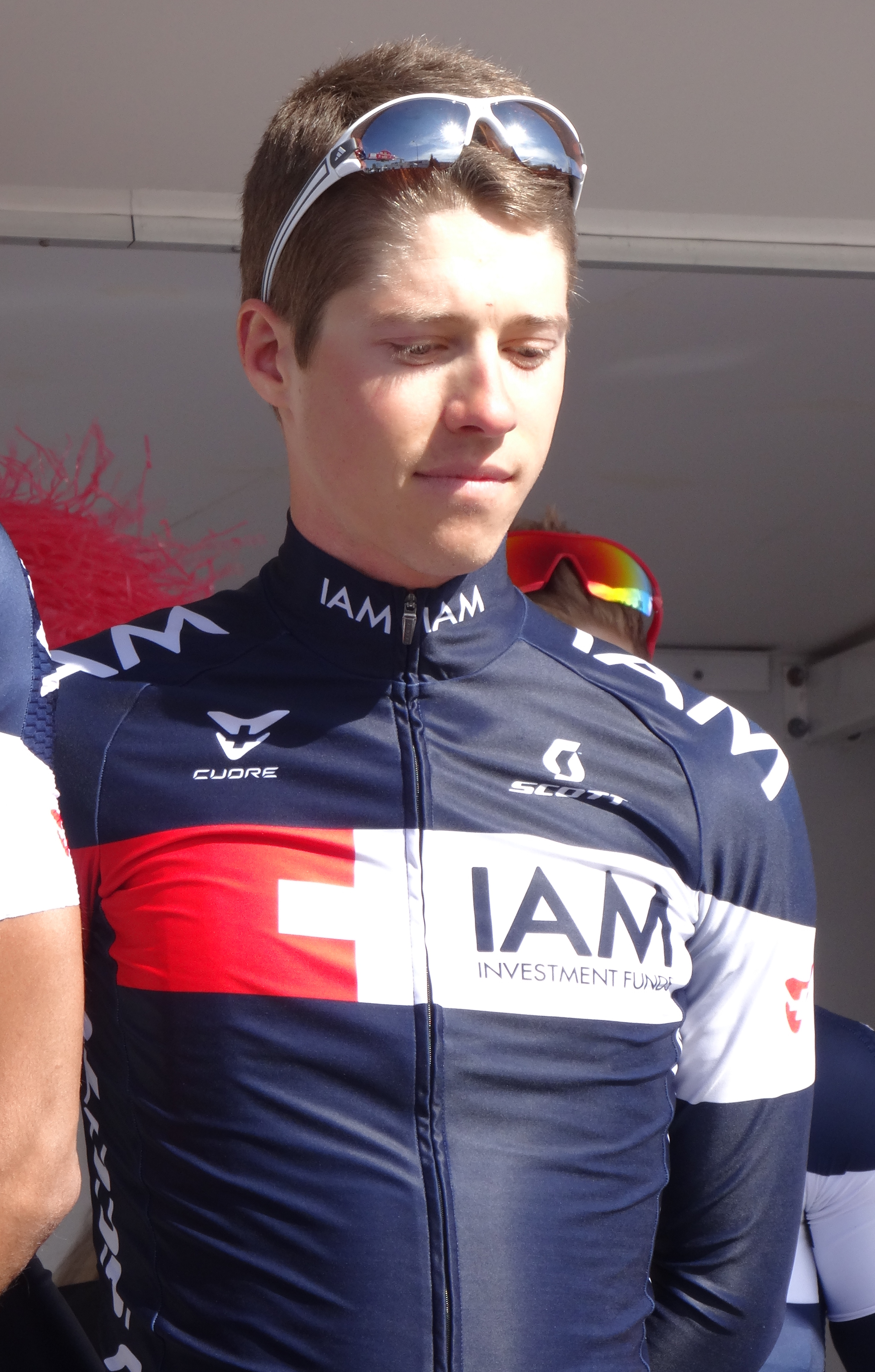
Patrick Schelling.

## Bilan de la saison

### Victoires

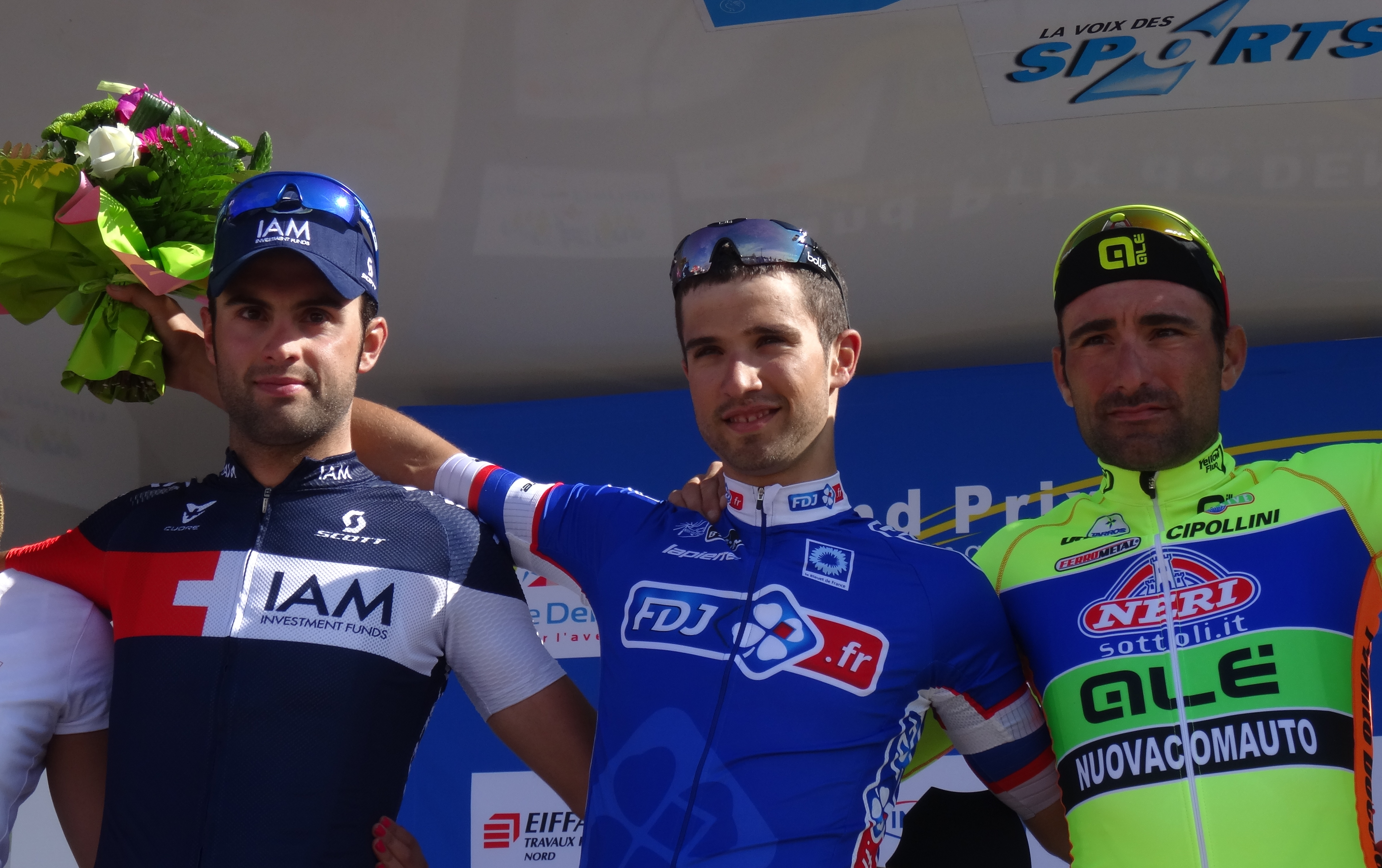
Podium de l'édition 2014 du Grand Prix de Denain : Matteo Pelucchi (2e), Nacer Bouhanni (1er) et Francesco Chicchi (3e).

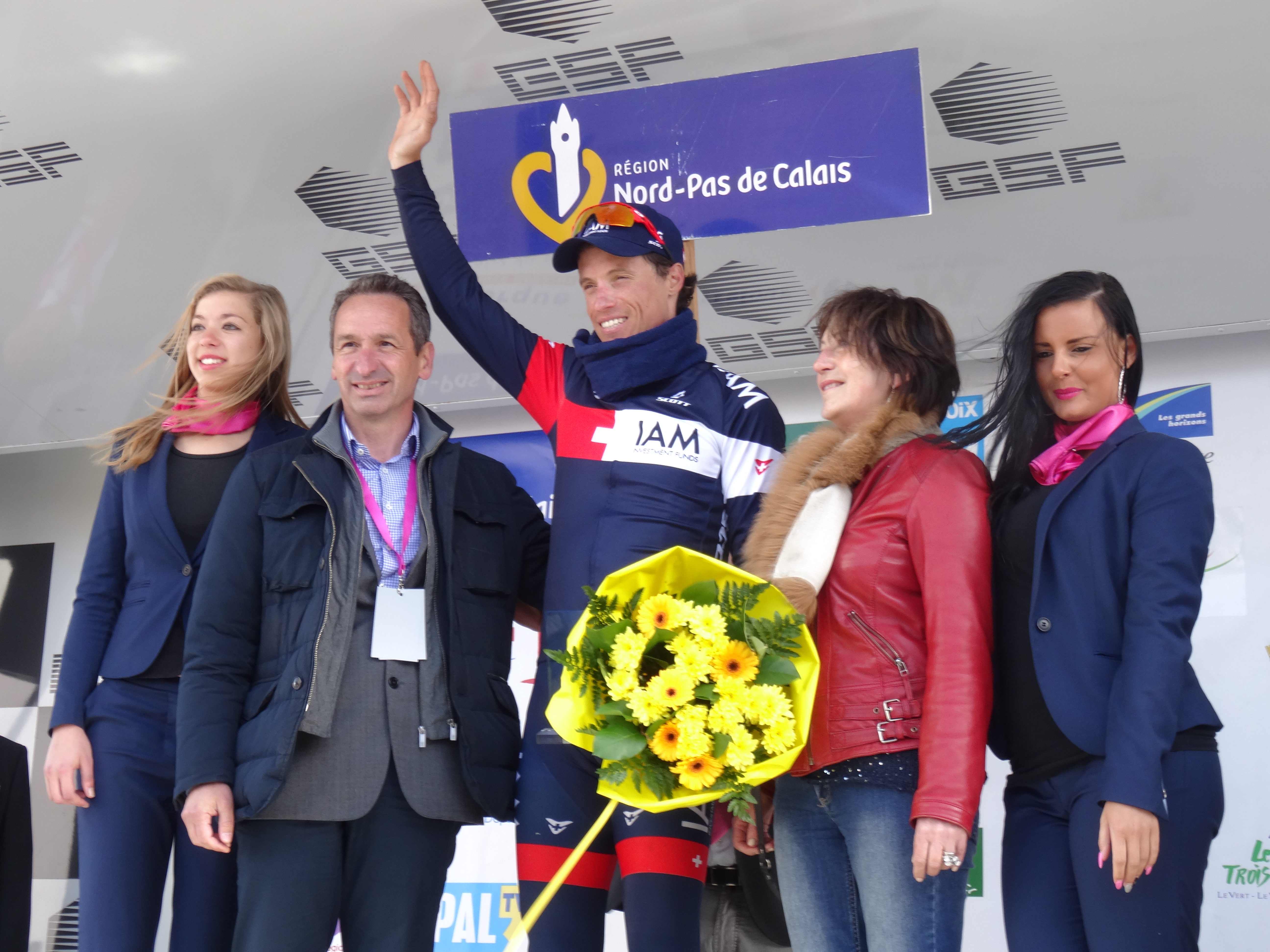
Sylvain Chavanel remporte la 2e étape des Quatre Jours de Dunkerque 2014.

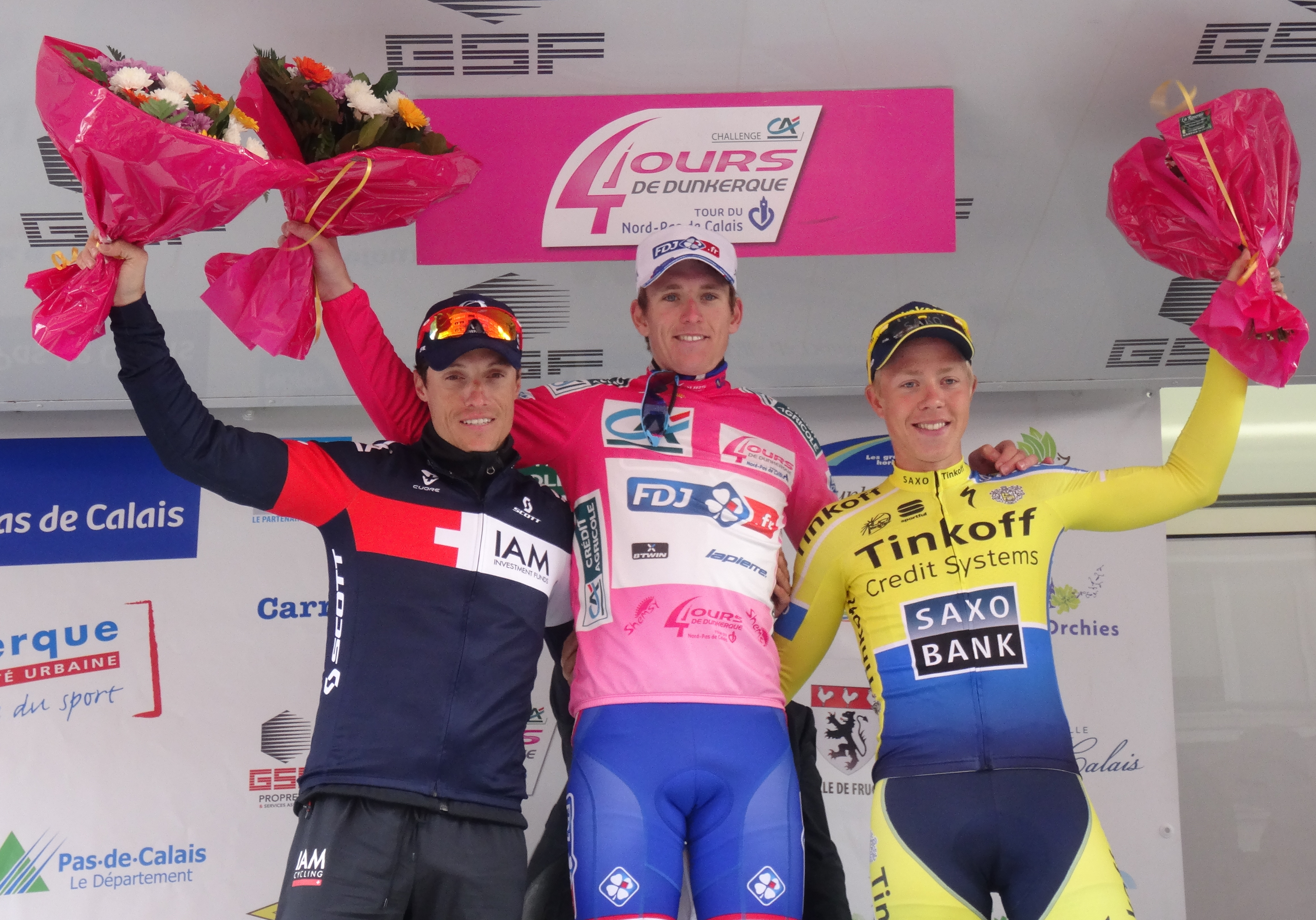
Podium du classement général des Quatre Jours de Dunkerque 2014 : Sylvain Chavanel (2e), Arnaud Démare (1er), et Michael Valgren (3e).

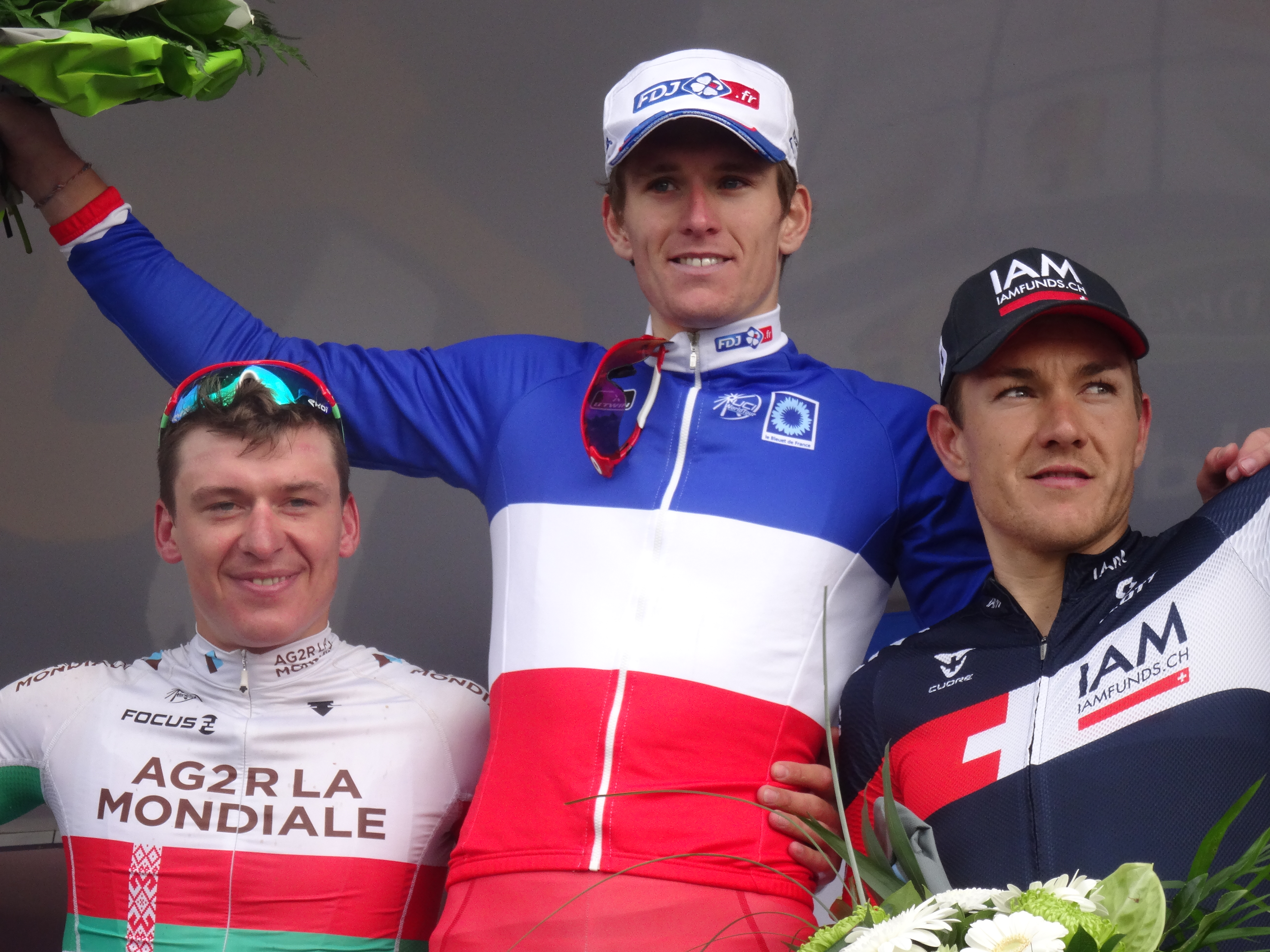
Podium de l'édition 2014 du Grand Prix d'Isbergues : Yauheni Hutarovich (2e), Arnaud Démare (1er) et Heinrich Haussler (3e).

| Date       | Course                                         | Pays        | Classe | Vainqueur           |
| ---------- | ---------------------------------------------- | ----------- | ------ | ------------------- |
| 13/03/2014 | 2e étape de Tirreno-Adriatico                  | Italie      | WT     | Matteo Pelucchi     |
| 30/03/2014 | 3e étape du Critérium international            | France      | 2.HC   | Mathias Frank       |
| 09/05/2014 | 3e étape des Quatre Jours de Dunkerque         | France      | 2.HC   | Sylvain Chavanel    |
| 10/05/2014 | Tour de Berne                                  | Suisse      | 1.1    | Matthias Brändle    |
| 28/05/2014 | 1re étape du Tour de Bavière                   | Allemagne   | 2.HC   | Heinrich Haussler   |
| 29/05/2014 | 2e étape du Tour de Bavière                    | Allemagne   | 2.HC   | Mathias Frank       |
| 26/06/2014 | Championnat de France du contre-la-montre      | France      | CN     | Sylvain Chavanel    |
| 27/06/2014 | Championnat d'Autriche du contre-la-montre     | Autriche    | CN     | Matthias Brändle    |
| 29/06/2014 | Championnat de Suisse sur route                | Suisse      | CN     | Martin Elmiger      |
| 14/08/2014 | 2e étape du Tour de Burgos                     | Espagne     | 2.HC   | Matteo Pelucchi     |
| 17/08/2014 | 5e étape du Tour de Burgos                     | Espagne     | 2.HC   | Aleksejs Saramotins |
| 28/08/2014 | 4e étape du Tour du Poitou-Charentes           | France      | 2.1    | Sylvain Chavanel    |
| 29/08/2014 | Classement général du Tour du Poitou-Charentes | France      | 2.1    | Sylvain Chavanel    |
| 31/08/2014 | Grand Prix de Plouay                           | France      | WT     | Sylvain Chavanel    |
| 11/09/2014 | 5e étape du Tour de Grande-Bretagne            | Royaume-Uni | 2.HC   | Matthias Brändle    |
| 12/09/2014 | 6e étape du Tour de Grande-Bretagne            | Royaume-Uni | 2.HC   | Matthias Brändle    |
| 19/10/2014 | Chrono des Nations-Les Herbiers-Vendée         | France      | 1.1    | Sylvain Chavanel    |

### Résultats sur les courses majeures
Les tableaux suivants représentent les résultats de l'équipe dans les principales courses du calendrier international dans lesquelles l'équipe bénéficie d'une invitation (les cinq classiques majeures, le Tour de France et le Tour d'Espagne). Pour chaque épreuve est indiqué le meilleur coureur de l'équipe, son classement ainsi que les accessits glanés par IAM sur les courses de trois semaines.

#### Classiques
| Classique            | Milan-San Remo         | Tour des Flandres      | Paris-Roubaix     | Liège-Bastogne-Liège | Tour de Lombardie           |
| -------------------- | ---------------------- | ---------------------- | ----------------- | -------------------- | --------------------------- |
| Coureur (classement) | Sylvain Chavanel (21e) | Sylvain Chavanel (19e) | Roger Kluge (44e) | Stefan Denifl (20e)  | Sébastien Reichenbach (29e) |

#### Grands tours
| Grand tour           | Tour d'Italie | Tour de France    | Tour d'Espagne       |
| -------------------- | ------------- | ----------------- | -------------------- |
| Coureur (classement) | Non invitée   | Marcel Wyss (32e) | Vicente Reynés (61e) |
| Accessits            | -             | -                 | -                    |

### Classements UCI

#### UCI Asia Tour
L'équipe IAM termine à la 60e place de l'Asia Tour avec 32 points. Ce total est obtenu par l'addition des points des huit meilleurs coureurs de l'équipe au classement individuel, cependant seuls quatre coureurs sont classés,.
| Rang | Coureur         | Points |
| ---- | --------------- | ------ |
| 249  | Martin Elmiger  | 12     |
| 289  | Johann Tschopp  | 9      |
| 312  | Matteo Pelucchi | 8      |
| 419  | Thomas Lövkvist | 3      |

#### UCI Europe Tour
L'équipe IAM termine à la 5e place de l'Europe Tour avec 1 268 points. Ce total est obtenu par l'addition des points des huit meilleurs coureurs de l'équipe au classement individuel,.
| Rang | Coureur               | Points |
| ---- | --------------------- | ------ |
| 6    | Sylvain Chavanel      | 410    |
| 29   | Mathias Frank         | 223    |
| 70   | Matthias Brändle      | 151    |
| 117  | Heinrich Haussler     | 105    |
| 121  | Matteo Pelucchi       | 101    |
| 124  | Aleksejs Saramotins   | 97     |
| 129  | Sondre Holst Enger    | 95     |
| 149  | Martin Elmiger        | 86     |
| 260  | Gustav Larsson        | 52     |
| 279  | Vicente Reynés        | 49     |
| 375  | Jérôme Pineau         | 36     |
| 448  | Sébastien Reichenbach | 28     |
| 530  | Johann Tschopp        | 19     |
| 552  | Marcel Wyss           | 17     |
| 581  | Pirmin Lang           | 16     |
| 692  | Sébastien Hinault     | 12     |
| 704  | Jonathan Fumeaux      | 12     |
| 866  | Kevyn Ista            | 7      |
| 898  | Reto Hollenstein      | 6      |
| 914  | Roger Kluge           | 6      |
| 914  | Stefan Denifl         | 6      |